# 石川海
石川 海（いしかわ うみ、1984年3月21日 - ）は、日本の女子プロボクサー、実業家。東京都港区出身。フクロウカフェ「フクロウのみせ」店主の傍ら、山木ボクシングジム所属のプロボクサー、HYPERMIX FITNESS KICK & BOXING CLUBのトレーナーも兼任する。現WBC女子世界ミニマム級暫定王者。夫も海外で活動するプロボクサー。

## 来歴
フクロウ好きが高じて、2012年に月島に世界初のフクロウカフェ「フクロウのみせ」を開店。
2015年にダイエット目的でボクシングを始め、藤岡奈穂子のドキュメンタリーを観たのがきっかけでプロボクサーになった。
2016年9月21日、後楽園ホールにてUNITED GYM所属としてプロボクサーデビューし、タイ人選手を2-0判定で降した。
国内で4連勝した後、2017年6月27日、フィリピンにて世界王座挑戦歴を持つアイサー・アリコを2回TKOで降し5連勝。
2017年12月11日、下岡由美子と対戦したが、0-3判定で初黒星。
2018年3月10日、フィリピンにてノル・グロとのWBCアジア女子アトム級王座決定戦に挑むが、0-3判定で敗れ連敗。
次戦もフィリピンで行い、勝利。連勝する。
2018年8月23日、フィリピンにてかつてノンキャット・ロンリエンキラコラートのリングネームで黒木優子とWBC女子世界アトム級ユース王座を争ったワッサナ・カームデーとWBCアジア女子ミニマム級王座決定戦に挑み、2回終了TKOで下し初タイトル獲得。
2019年2月22日、タイでカニャラット・ヨーハンゴーとのOPBF女子東洋太平洋ミニマム級シルバー王座決定戦に挑むが、3回TKOで敗れる。
2019年10月、山木ジムへ移籍。
2019年10月9日、タイでタッサナー・パラットシーチュアイとのWBC女子インターナショナルアトム級王座決定戦に挑み、4回TKOでタイトル獲得（後に剥奪）。
2020年2月2日、タイでワッサナ・カームデーとのノンタイトルを行い、4回TKO勝利。
2023年5月25日、パンデミックの影響で試合から遠ざかっていたが、3年ぶりに試合を行い、タイでNitinart PlabplerngとのWBC女子インターナショナルアトム級王座決定戦に挑み、4回KOで勝利し再び同王座を獲得。
2023年8月27日、タイでソチタ・シチチャイとのWBC女子ミニマム級シルバー王座決定戦に挑み、3回KOで勝利し連続で王座獲得。
2024年5月3日、タイ・パトゥンタニ県にて前WBC女子世界ミニマム級暫定王者サラ・ボルマンの王座剥奪及び正規王者セニエサ・エストラーダが長期に渡り防衛戦を行っていないことから設けられたWBC女子世界同級暫定王座決定戦としてソチタ・シチチャイとダイレクトリマッチを行い、2回KOで暫定王座獲得。
2024年12月14日、WBC年次総会において引退したエストラーダに代わって正規王者となったヨカスタ・バレとの団体内王座統一戦の指令が下され、2025年内にアメリカで開催される予定となっている。

## 戦績
- 15戦 12勝 10KO 3敗

| 戦           | 日付           | 勝敗 | 時間    | 内容    | 対戦相手                         | 国籍       | 備考                                             |
| ------------ | -------------- | ---- | ------- | ------- | -------------------------------- | ---------- | ------------------------------------------------ |
| 1            | 2016年9月21日  | ☆    | 4R      | 判定2-0 | Sansanee Intachai                | タイ       | プロデビュー戦                                   |
| 2            | 2016年11月7日  | ☆    | 3R      | TKO     | Tippawan Nintongyoo              | タイ       |                                                  |
| 3            | 2017年3月15日  | ☆    | 2R      | TKO     | Paveethida Moonpahat             | タイ       |                                                  |
| 4            | 2017年5月30日  | ☆    | 4R      | 判定3-0 | Nichakon Sisakunkhiri            | タイ       |                                                  |
| 5            | 2017年6月27日  | ☆    | 2R終了  | TKO     | アイサー・アリコ                 | フィリピン |                                                  |
| 6            | 2017年12月11日 | ★    | 6R      | 判定0-3 | 下岡由美子（厚木ワタナベ）       | 日本       |                                                  |
| 7            | 2018年3月10日  | ★    | 6R      | 判定0-3 | ノル・グロ                       | フィリピン | WBC女子アジアアトム級王座決定戦                  |
| 8            | 2018年5月24日  | ☆    | 4R 1:19 | TKO     | Sutthinee Bamrungpao             | タイ       |                                                  |
| 9            | 2018年8月23日  | ☆    | 2R終了  | TKO     | ワッサナ・カームデー             | タイ       |                                                  |
| 10           | 2019年2月22日  | ★    | 3R 1:57 | TKO     | カニャラット・ヨーハンゴー       | タイ       | OPBF東洋太平洋女子シルバー・ミニマム級王座決定戦 |
| 11           | 2019年10月9日  | ☆    | 4R 0:37 | TKO     | タッサナー・パラットシーチュアイ | タイ       | WBC女子アジアミニマム級王座決定戦                |
| 12           | 2020年2月2日   | ☆    | 4R終了  | TKO     | ワッサナ・カームデー             | タイ       |                                                  |
| 13           | 2023年5月25日  | ☆    | 4R 1:23 | KO      | Nitinart Plabplerng              | タイ       | WBC女子インターナショナルアトム級王座決定戦      |
| 14           | 2023年8月27日  | ☆    | 3R 0:33 | TKO     | ソチタ・シチチャイ               | タイ       | WBC女子シルバー・ミニマム級王座決定戦            |
| 15           | 2024年5月3日   | ☆    | 2R 0:37 | KO      | ソチタ・シチチャイ               | タイ       | WBC女子暫定・世界ミニマム級王座決定戦            |
| テンプレート |                |      |         |         |                                  |            |                                                  |

## 獲得タイトル
- WBC女子アジアミニマム級王座
- WBC女子インターナショナルアトム級王座
- WBC女子ミニマム級シルバー王座
- WBC女子世界ミニマム級暫定王座（防衛0）